# برعکس (فیلم ۱۹۸۸)
برعکس (به انگلیسی: Vice Versa) یا بالعکس فیلمی محصول سال ۱۹۸۸ و به کارگردانی برایان گیلبرت است. در این فیلم بازیگرانی همچون جاج رینهولد، فرد سویج، سوزی کرتز، کرین برر، دیوید پرووال، جین کاچمارک، ویلیام پرینس، بورلی آرچر، ریچارد کیند، الیا باسکین، جیمز هنگ و جین لینچ ایفای نقش کرده‌اند.